# Lee Van Cleef

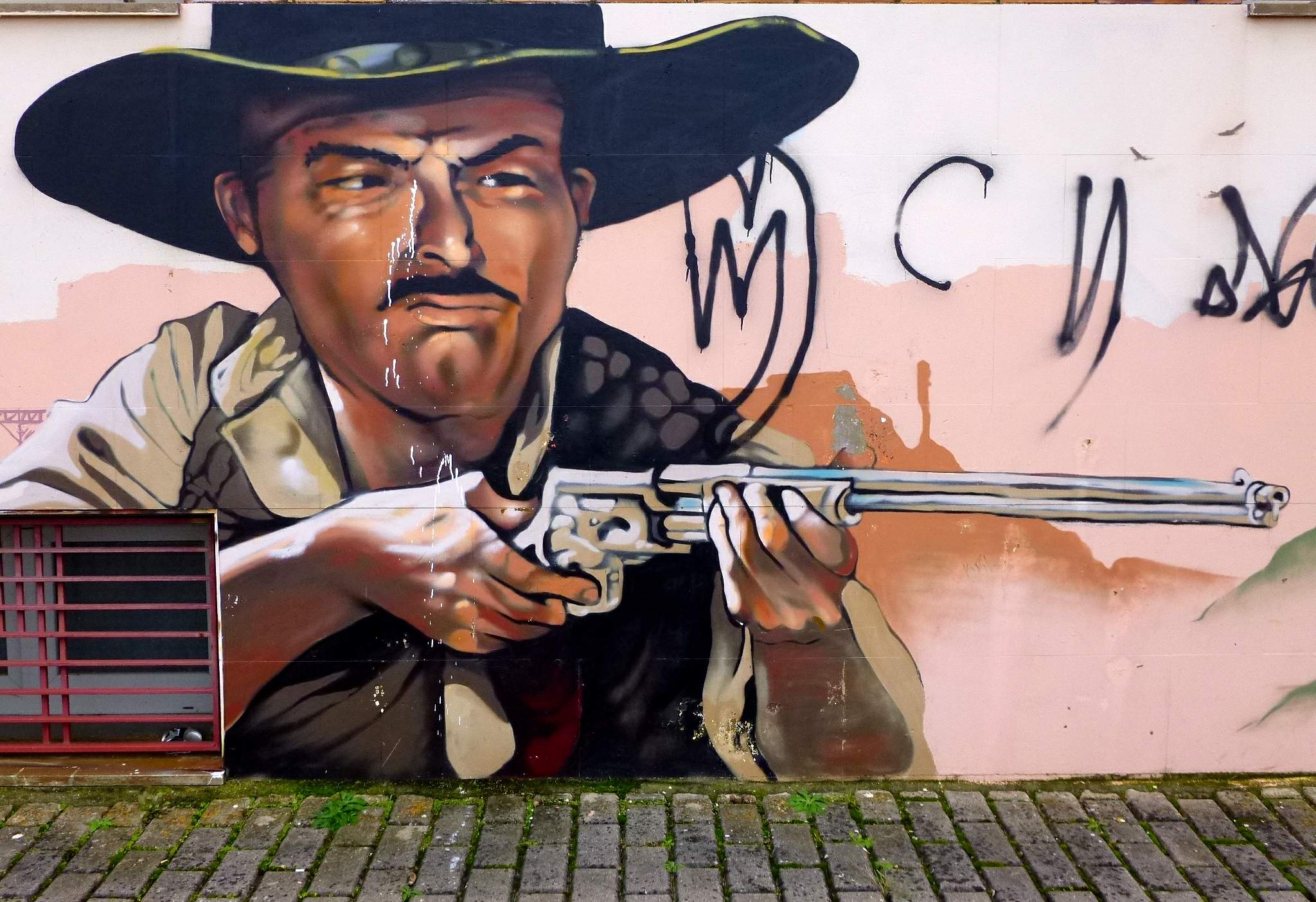
Wandgemälde, das Van Cleef als Jonathan Corbett in Der Gehetzte der Sierra Madre (1967) zeigt

Lee Van Cleef (eigentlich Clarence LeRoy Van Cleef Jr.; * 9. Januar 1925 in Somerville, New Jersey; † 16. Dezember 1989 in Oxnard, Kalifornien) war ein US-amerikanischer Film- und Fernsehschauspieler. Van Cleef wurde in Hollywood jahrelang als Nebendarsteller eingesetzt, bevor er sich in der zweiten Hälfte der 1960er Jahre als einer der führenden Stars des Italowesterns etablieren konnte.

## Leben
Van Cleef leistete seinen Wehrdienst im Zweiten Weltkrieg in der US-Marine auf einem Minensuchboot ab. Nach dem Krieg arbeitete er zunächst als Büroangestellter, bis er ein Engagement bei einem Tourneetheater bekam. Auf einer dieser Vorstellungen wurde er von Stanley Kramer entdeckt, der ihn für die Nebenrolle des Jack Colby in Zwölf Uhr mittags engagierte.
Obwohl es sich nicht um eine Sprechrolle handelte, brachte ihm seine unverwechselbare Physiognomie mit den scharfgeschnittenen Zügen und der Adlernase einen großen Bekanntheitsgrad ein. Van Cleef spielte, nachdem er in Zwölf Uhr mittags in diesem Rollenfach sehr effektiv gewesen war, in mehreren Westernklassikern den unrasierten, verschlagenen Helfershelfer des Hauptschurken (etwa in Der Mann, der Liberty Valance erschoß). Er übernahm zahlreiche Rollen in Kriminalfilmen und Fernsehserien wie Space Patrol (4 Episoden), Bonanza, Am Fuß der blauen Berge, Maverick oder Tausend Meilen Staub, ohne dabei Starruhm zu erreichen.
Mitte der 1960er Jahre arbeitete Van Cleef fast ausschließlich für das Fernsehen, als ihn Sergio Leone für die Hauptrolle des Colonel Mortimer in Für ein paar Dollar mehr engagierte, den zweiten Teil der Trilogie mit Clint Eastwood. Hierbei wurde er mit Klaus Kinski bekannt, der sich aufgrund einer für ihn demütigenden Streichholzszene im Film nie mit Van Cleef anfreunden konnte.
In Zwei glorreiche Halunken, dem letzten Teil der Trilogie, spielte Van Cleef die Rolle des Bösewichtes Sentenza. Beide Filme gelten heute als Klassiker des Italowesterns. Seine Karriere war dadurch wieder in Schwung gekommen, er etablierte sich als einer der populärsten Stars des Italowesterns und spielte meist abgebrühte, überlegene Kopfgeldjäger oder desillusionierte Revolverhelden – oftmals in ungewollter Rolle als Vaterersatz für junge Cowboys am Rande der Gesellschaft (Der Tod ritt dienstags, Die Rechnung wird mit Blei bezahlt, Der Gehetzte der Sierra Madre, Drei Vaterunser für vier Halunken). Ein großer Erfolg wurde auch die von ihm in zwei Filmen interpretierte Figur des Sabata.
Als die Popularität der Italowestern nachließ, kehrte Van Cleef in den frühen 1970er Jahren in die USA zurück, konnte dort aber, im Gegensatz zu Charles Bronson oder Clint Eastwood, nicht mehr an frühere Erfolge anknüpfen. Fast alle Filme, die er ab den 1970er Jahren drehte, waren zweitklassige Billigproduktionen.
Seine letzte wichtige Filmrolle spielte er 1981 in dem dystopischen Science-Fiction-Film Die Klapperschlange von John Carpenter, in dem er als Chef der Gefängnisinsel New York zu sehen war. Es folgten zwei Actionfilme Geheimcode: Wildgänse und Der Commander mit Lewis Collins und Manfred Lehmann sowie die wenig erfolgreiche Fernsehserie Der Ninja-Meister.

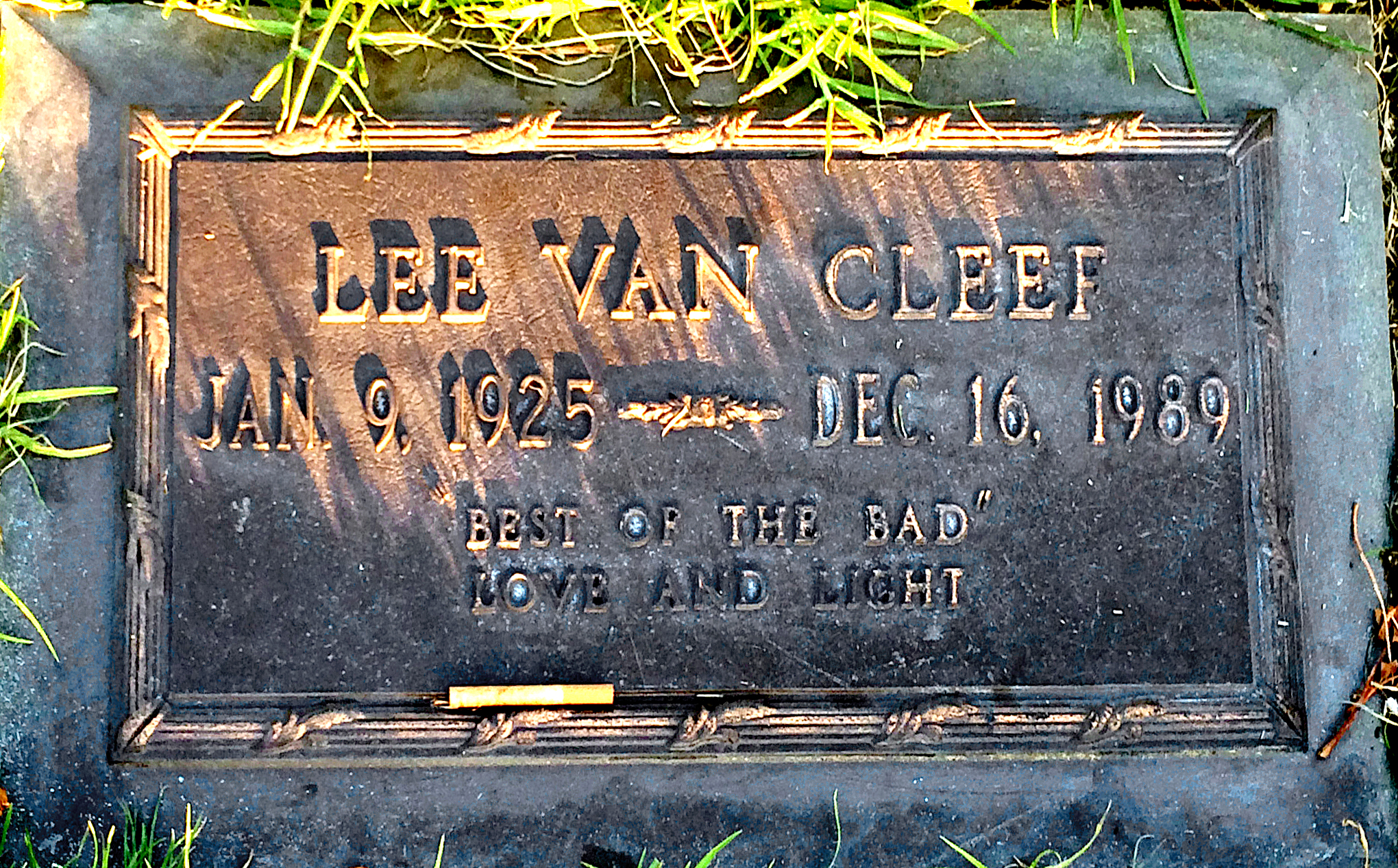
Van Cleefs Grab in Hollywood

Van Cleef war dreimal verheiratet: ab 1943 mit Patsy Ruth, 1960 ließen sie sich scheiden. Im selben Jahr ehelichte er Joan Drane, 1974 folgte die Scheidung. 1976 heiratete er Barbara Havelone, die Ehe hielt bis zu seinem Tod 1989. Van Cleef hinterließ vier Kinder.
Er starb am 16. Dezember 1989 im Alter von 64 Jahren an den Folgen eines Herzinfarkts und wurde auf dem Forest Lawn Memorial Park in Hollywood beigesetzt.

## Wirkung
Seine schauspielerische Leistung, vor allem als Colonel Mortimer in Für ein paar Dollar mehr, war so stilprägend, dass ihm die Figur des Kopfgeldjägers in dem gleichnamigen Lucky-Luke-Comic sowie die Figur Cad Bane in der Serie Star Wars: The Clone Wars nachempfunden wurden.
Der jamaikanische Deejay King Stitt nahm 1969 für den Musikproduzenten Clancy Eccles den Track Lee Van Cleef auf. Mit den eingesprochenen bzw. gerufenen Lyrics ebnete der Titel dem Dancehall der Siebzigerjahre den Weg.

## Filmografie (Auswahl)
- 1952: Zwölf Uhr mittags (High Noon)
- 1952: Der Tag der Vergeltung (Untamed Frontier)
- 1952: Der vierte Mann (Kansas City Confidential)
- 1953: Gefährliches Blut (The Lawless Breed)
- 1953: Banditen von Korsika (The Bandits of Corsica)
- 1953: Panik in New York (The Beast from 20,000 Fathoms)
- 1953: Arena
- 1953: Sittenpolizei (Vice Squad)
- 1953: Jack Slade, der Revolverheld von Colorado (Jack Slade)
- 1953: Bis zur letzten Kugel (The Nebraskan)
- 1953: Drei waren Verräter (Tumbleweed)
- 1954: Treue (Gypsy Colt)
- 1954: Pfeile in der Dämmerung (Arrow in the Dust)
- 1954: Aufruhr in Laramie (Rails Into Laramie)
- 1954: Die Hand am Abzug (The Yellow Tomahawk)
- 1954: Duell in Socorro (Dawn at Socorro)
- 1955: Tal ohne Gesetz (Treasure of Ruby Hills)
- 1955: Rächer in Schwarz (Ten Wanted Men)
- 1955: Geheimring 99 (The Big Combo)
- 1955: Die Ratten von Chicago (I Cover the Underworld)
- 1955: Postraub in Central City (The Road to Denver)
- 1955: Der letzte Indianer (The Vanishing American)
- 1956: Der Eroberer (The Conqueror)
- 1956: Mein Wille ist Gesetz (Tribute to a Bad Man)
- 1956: Wo Männer noch Männer sind (Pardners)
- 1956: Schach dem Mörder (Accused for Murder)
- 1956: It Conquered the World
- 1957: Sheriff Brown räumt auf (The Badge of Marshal Brennan)
- 1957: Die Plünderer von Texas (Raiders of Old California)
- 1957: China-Legionär (China Gate)
- 1957: Zwei rechnen ab (Gunfight at the O.K. Corral)
- 1957: Der Einsame (The Lonely Man)
- 1957: Ein Toter kommt zurück (Joe Dakota)
- 1957: Stern des Gesetzes (The Tin Star)
- 1957: Dem Henker ausgeliefert (Gun Battle at Monterey)
- 1958: Die letzte Kugel (Day of the Bad Man)
- 1958: Die jungen Löwen (The Young Lions)
- 1958: Bravados (The Bravados)
- 1959: Gangster, Gin und scharfe Hasen (Guns, Girls and Gangsters)
- 1959: Auf eigene Faust (Ride Lonesome)
- 1959: Law of the Plainsman (Fernsehserie, eine Folge)
- 1960: Black Saddle (Fernsehserie, eine Folge)
- 1960: Bonanza (Fernsehserie, eine Folge)
- 1961: Die gnadenlosen Vier (Posse from Hell)
- 1961: Maverick (Fernsehserie, Folge 04x25)
- 1962: Das war der Wilde Westen (How the West Was Won)
- 1962: Der Mann, der Liberty Valance erschoß (The Man Who Shot Liberty Valance)
- 1965: Für ein paar Dollar mehr (Per qualche dollaro in più)
- 1966: Zwei glorreiche Halunken (Il buono, il brutto, il cattivo)
- 1967: Der Gehetzte der Sierra Madre (La resa dei conti)
- 1967: Von Mann zu Mann (Da uomo a uomo)
- 1967: Der Tod ritt dienstags (I giorni dell’ira)
- 1968: Die letzte Rechnung zahlst du selbst (Al di là della legge)
- 1968: Himmelfahrtskommando El Alamein (Commandos)
- 1969: Sabata (Ehi amico … c’è Sabata, hai chiuso!)
- 1970: El Condor
- 1970: Barquero
- 1971: Captain Apache
- 1971: Sabata kehrt zurück (È tornato Sabata… hai chiuso un’altra volta)
- 1971: Matalo (… y seguian robandose el millon de dolares)
- 1972: Der Todesritt der glorreichen 7 (The Magnificent Seven Ride!)
- 1972: Drei Vaterunser für vier Halunken (Il grande duello)
- 1973: La Pistola (Dio, sei proprio un padreterno!)
- 1975: Einen vor den Latz geknallt (La parola di un fuorilegge … è legge!)
- 1975: In meiner Wut wieg’ ich vier Zentner (Là dove non batte il sole)
- 1976: Der Colt Gottes (Ekdach Haelohim)
- 1976: Tödliche Rache (Kid Vengeance)
- 1977: Stacco (Quel pomeriggio maledetto)
- 1978: Der Diamantencoup (The Squeeze)
- 1980: Octagon (The Octagon)
- 1981: Die Klapperschlange (Escape from New York)
- 1984: Die Killermaschine (Goma-2)
- 1984: Geheimcode: Wildgänse (Arcobaleno Selvaggio (Wild Rainbow))
- 1984: Der Ninja-Meister (The Master) (Fernsehserie, 13 Folgen)
- 1985: Die Jäger der goldenen Göttin (La leggenda del rubino malese)
- 1986: Die Vergelter (Armed Response)
- 1988: Der Commander
- 1989: Cannonball Fieber – Auf dem Highway geht’s erst richtig los (Speed Zone!)
- 1990: Mexican Jackpot (Thieves of Fortune)

## Auszeichnungen (Militär)
Während seines Diensts bei der U.S. Navy erhielt Van Cleef mehrere militärische Auszeichnungen:
- Bronze Star Medal
- Good Conduct Medal
- European-African-Middle Eastern Campaign Medal
- Asiatic-Pacific Campaign Medal
- World War II Victory Medal
- American Campaign Medal

## Auszeichnungen (Film)
- 1983: Golden Boot Award